# Sasol

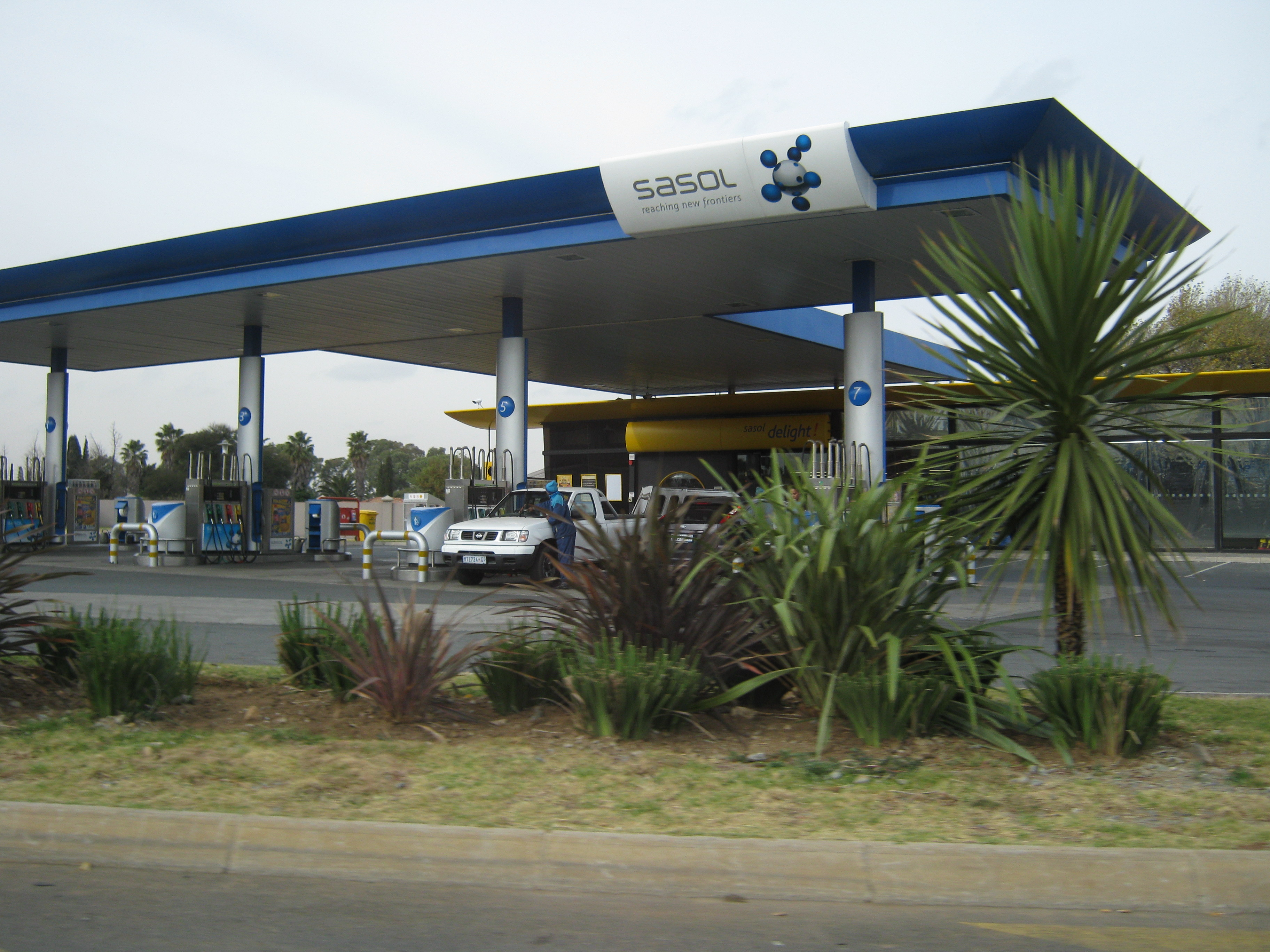
Stacja paliw Sasolu w Boksburgu

 Sasol  (Suid Afrikaanse Steenkool en Olie) – południowoafrykańska firma  petrochemiczna zajmująca się m.in.  wydobyciem węgla, wytwarzaniem energii oraz produkcją płynnego paliwa z węgla (wykorzystuje proces Fischera-Tropscha).